# Эмборьос (Хиос)
Эмборьо́с (греч. Εμπορειός) — село в Греции. Административно относится к сообществу Пирьион в общине Хиос в периферийной единице Хиос в периферии Северные Эгейские острова. Расположено на юго-восточном побережье острова Хиос, у подножья холма Профитис-Илиас, на берегу залива Каламоти, у мыса Камари. Население 47 человек по переписи 2011 года.

## История
Систематические раскопки, проведённые Британской археологической школой в 1952—1955 годах, выявили древнее поселение Эмпорион (Эмпорий, др.-греч. Έμπόριον) на юго-западном склоне холма Профитис-Илиас. Поселение было основано в VIII веке до н. э. ионийцами и заброшено в конце II века до н. э.
На вершине холма обнаружен обнесенный стеной акрополь, укрепления которого включают большое прямоугольное здание с крышей и продромом (фасадом), предположительно бывшее резиденцией местного архонта, и храм, посвященный покровительнице поселения богине Афине. Акрополь периода геометрического стиля имеет площадь 20 000 м² (2 га) со входом в юго-западной части. Он обнесён стеной длиной 800 м, сохранившейся на высоту около 2 м, которая проходит между скал, которые использовались в качестве строительного материала с добавлением камней неправильной формы. Храм Афины, построенный в середине VI века до н. э., представлял собой простое прямоугольное сооружение без перистиля с неглубоким закрытым пронаосом, квадратным нефом и плоской крышей, поддерживаемой четырьмя неравномерно расположенными колоннами. В IV веке до н. э. храм был отремонтирован, серьезные изменения были внесены в его интерьер и крышу. В северо-западной части храма архаического периода был включен алтарь периода геометрического стиля, который использовался как жертвенный стол. К северу от вышеупомянутого здания построен в то же время большой прямоугольный алтарь, который заменён в эллинистический период более новым, построенным перед входом в здание.
Западный склон холма за стенами акрополя покрыт остатками домов и дорог, которые занимают площадь 40 000 м² (4 га). Эмпорион раннего исторического времени не имеет чёткой городской концепции. Дома расположены на благоустроенных участках, отдельные, с двором перед входом. Большинство из них были однокомнатными. Их можно разделить на простые дома (каменные постройки, квадратные в плане с плоской крышей, построенные на самых высоких точках холма) и особняки (большие вытянутые каменные постройки с удобным основным пространством, крышей и передним фасадом, построенные на видном месте).
Недалеко от порта, на равнине городища, было обнаружено второе святилище, «портовое святилище», посвященное Аполлону. Из этого храма, действовавшего с VI века до н. э. до I века н. э. сегодня сохранились лишь некоторые части фундамента, а также архитектурные элементы, которые были повторно использованы в более поздних постройках.

### Особняк архонта
Большое прямоугольное вытянутое здание с крышей и продромом (фасадом). Имеет длину 18,25 м и ширину от 6,40 до 6,85 м. Крыша поддерживалась двумя деревянными столбами в дверном проёме и тремя по оси здания, поставленными сбоку, ближе к западной стене. Вход имел каменный порог. Особняк имел прямое отношение к фортификации. Для кладки западной стены, совпадавшей со стеной акрополя, использовались обломки скал и камни крупных и средних размеров, а для трёх других сторон использовались более мелкие камни. Крыша сделана из глины, водорослей, тростника и дерева, как плоская крыша традиционных домов Хиоса.
В особняке, возле алтарей и храма Афины, жил архонт поселения. Это самое старое здание на Хиосе, датируемое серединой VIII века до н. э., использовалось до V века до н. э.

### Храм Афины
Прямоугольное простое здание размерами 10,13х6,23 м, с закрытым неглубоким пронаосом и почти квадратным нефом, ориентированное с востока на запад, с входом на востоке. Его крыша была плоской, сделанной из дерева, тростника, водорослей и глины. Ряд прямоугольных каменных плит защищал его по периметру от ветров. Четыре деревянные колонны по обе стороны от алтаря, поддерживали крышу. Из-за неоднородности грунта, имеющего особый уклон на север, храм имел более высокий фундамент и эвфинтерию (εὐθυντηρία), с севера на восток. Чтобы устранить разницу в высоте, зазоры были заполнены бутом таким образом, чтобы пол находился на одном уровне с самой высокой точкой фундамента. Стены, опирающиеся на отесаный камень, построены по сложной строительной системе. Для их внешней стороны использовались крупные прямоугольные кирпичи с фаской для наилучшего прилегания, а для внутренней более простые и мелкие кирпичи, почти квадратные в сечении. Щель была заполнена мелкими обломками скал. Вероятно, на уровне эвфинтерии был каменный порог. Сохранившийся до настоящего времени порог у входа выполнен при ремонте в IV веке до н. э.
В начале V века до н. э., вместе с другими святилищами Хиоса, храм был разрушен и перестроен в третьей четверти IV века до н. э. Новый храм по сути является отремонтированным храмом архаического периода. Наиболее важные изменения произошли внутри здания. Пол, под которым были найдены вотивные приношения, приподнят на 0,20 м. Четыре деревянных столба крыши были заменены другими, на прямоугольном каменном основании, восточнее алтаря. Заменён порог главного входа и добавлены две ступеньки на входе в пронаос. Алтарь I увеличен за счёт двух стен, окружавших старый алтарь. Немногочисленные черепицы, найденные между кирпичами храма, позволяют предположить, что крыша во время ремонта IV века до н. э. выложена черепицей или, по крайней мере, для её фиксации использовались черепицы.

## Население
| Год  | Население, человек |
| ---- | ------------------ |
| 1991 | 78                 |
| 2001 | 56                 |
| 2011 | ↘ 47               |